# Игнатий I (епископ Ростовский)
Епи́скоп Игна́тий (ум. 28 мая 1288) — православный епископ, святой чудотворец ростовский.
Первоначально был причетником при церкви Богородицы в Ростове, потом подвизался в ростовском Богоявленском монастыре. В 1261 году, когда он был архимандритом этого монастыря, великий князь Александр Невский назначил его помощником епископу ростовскому Кириллу, а по смерти последнего, 19 сентября 1262 года митрополит Кирилл поставил Игнатия епископом на Ростовскую кафедру.
Летопись под 1266, 1269, 1271, 1276—1278 годами упоминает о его участии в бракосочетаниях и погребениях членов княжеского семейства. В 1274 году он был на Владимирском соборе, собранном митрополитом Кириллом для уничтожению беспорядков в церкви и клире. Участвовал в просвещении христианством Белоозерской области.
В 1278 году похоронил князя Глеба Васильковича в ростовском Успенском соборе, а через девять недель — неизвестно почему — приказал тело его вынуть из могилы в полночь и закопать в землю в Спасской обители, за что митрополит Кирилл подверг его запрещению. Но в этом тёмном деле Игнатий поступал, по-видимому, с основанием, на что указывает как скорое прощение его митрополитом, так и замечание одной летописи, что митрополит наложил на Игнатия наказание по клевете.
В 1280 году Игнатий участвовал в Переславле в отпевании умершего там митрополита Кирилла. В том же году покрыл оловом и вымостил красным мрамором храм Богородицы в Ростове.
В следующем 1281 году выступил примирителем родных братьев, князей ростовских Дмитрия и Константина Борисовичей, поссорившихся из-за волостей, ездил во Владимир и упросил великого князя Дмитрия Александровича приехать в Ростов и примирить братьев. В память этого примирения святитель заложил в Ростове храм Бориса и Глеба.
В 1282 году, уже не в первый раз, ездил в Орду ходатайствовать за церковный причт.
Святитель Игнатий скончался 28 мая 1288 года и, по сказанию его жизнеописателей, ещё до погребения прославился чудесами. Когда при отпевании хотели вложить разрешительную грамоту в руки усопшего, он сам поднял руку и взял грамоту; присутствующие, поражённые ужасом, не решились предавать его тело земле, и мощи его почивали открыто в ростовском Успенском соборе, в серебряной раке (с 1795 года).
Старейший известный список службы святителю Игнатию создан во второй половине XIV или в начале XV века, а самый ранний список жития относится к 1420 году. Русская православная церковь совершает память Игнатию Ростовскому шестеричным богослужением 28 мая (10 июня) и в Соборе Ростовских святых 23 мая (5 июня).